# Promachoteuthis sloani
Promachoteuthis sloani is een inktvissensoort uit de familie van de Promachoteuthidae. De wetenschappelijke naam van de soort is voor het eerst geldig gepubliceerd in 2006 door Young, Vecchione & Piatkowski.